# Сомерсет, Генри, 9-й герцог Бофорт
Генри Адельберт Веллингтон Фицрой Сомерсет (англ. Henry Adelbert Wellington FitzRoy Somerset; 19 мая 1847 — 24 ноября 1924, Бадминтон-хаус, Глостершир, Англия, Великобритания) — британский аристократ, 9-й герцог Бофорт с 1899 года.

## Биография
Генри Сомерсет принадлежал к одной из знатнейших семей Великобритании: Сомерсеты являются побочной ветвью королевской династии Плантагенетов и с 1682 года носят титул герцогов Бофорт. Он родился в 1847 году в семье Генри Сомерсета, 8-го герцога Бофорта, и его жены Джорджианы Шарлотты Курзон. До 1853 года Генри носил титул учтивости граф Гламорган, с 1853 — маркиз Вустер, а в 1899 году, после смерти отца, унаследовал герцогский титул и обширные земельные владения.
Сомерсет окончил Итонский колледж и поступил на военную службу. В 1865 году он стал корнетом королевских гусар, в 1869 году получил чин капитана. В 1899 году герцог Бофорт стал адъютантом королевы Виктории. Он занимал посты вице-лейтенанта в Глостершире и Монмутшире, исполнял обязанности мирового судьи в этих графствах, был почётным полковником глостерширских йоменов и почётным смотрителем замка Раглан.
В 1895 году Сомерсет женился на Луизе Эмили Харфорд (1864—1945), дочери Уильяма Генри Харфорда и Эллен Тауэр. В этом браке родились трое детей:
- леди Бланш Линни (1897—1968), жена Джона Элиота, 6-го графа Сент-Джерманса[4];
- леди Диана Мод Нинна (1898—1935), жена капитана Линдси Шеддена[5];
- Генри Хью Артур Фицрой (1900—1984), 10-й герцог Бофорт[6].